# アトランタ・オープン
アトランタ・オープン（Atlanta Open）は、ジョージア州アトランタ郊外のアトランティック・ステーションで開催される全米オープンシリーズの大会。第1回大会は2010年にアトランタ・アスレチック・クラブで行われた。この大会の前身は2009年までインディアナポリスで開催されていたインディアナポリス・テニス選手権である。

## 大会名の変遷
- アトランタ・テニス選手権（Atlanta Tennis Championships）: 2010–11[1]
- BB&Tアトランタ・オープン（BB&T Atlanta Open）: 2012–19[1]
- トゥルーイスト・アトランタ・オープン（Truist Atlanta Open）: 2020–現在[3]

## 大会歴代優勝者

### シングルス
| 開催地             | 年   | 優勝者                   | 準優勝者                     | 決勝結果                     |
| ------------------ | ---- | ------------------------ | ---------------------------- | ---------------------------- |
| アトランタ         | 2024 | 西岡良仁                 | ジョーダン・トンプソン       | 4-6, 7-6(7-2), 6-2           |
| アトランタ         | 2023 | テイラー・フリッツ       | アレクサンダー・ブキッチ     | 7-5, 6-7(5-7), 6-4           |
| アトランタ         | 2022 | アレックス・デミノー     | ジェンソン・ブルックスビー   | 6-3, 6-3                     |
| アトランタ         | 2021 | ジョン・イスナー (6)     | ブランドン・ナカシマ         | 7-6(10-8), 7-5               |
| アトランタ         | 2020 | 大会開催なし             | 大会開催なし                 | 大会開催なし                 |
| アトランタ         | 2019 | アレックス・デミノー     | テイラー・フリッツ           | 6-3, 7-6(7-2)                |
| アトランタ         | 2018 | ジョン・イスナー         | ライアン・ハリソン           | 5-7, 6-3, 6-4                |
| アトランタ         | 2017 | ジョン・イスナー         | ライアン・ハリソン           | 7-6(8-6), 7-6(9-7)           |
| アトランタ         | 2016 | ニック・キリオス         | ジョン・イスナー             | 7-6(7-3), 7-6(7-4)           |
| アトランタ         | 2015 | ジョン・イスナー         | マルコス・バグダティス       | 6-3, 6-3                     |
| アトランタ         | 2014 | ジョン・イスナー         | ドゥディ・セラ               | 6-3, 6-4                     |
| アトランタ         | 2013 | ジョン・イスナー         | ケビン・アンダーソン         | 6-7(3-7), 7-6(7-2), 7-6(7-2) |
| アトランタ         | 2012 | アンディ・ロディック     | ジレ・ミュラー               | 1-6, 7-6(7-2), 6-2           |
| アトランタ         | 2011 | マーディ・フィッシュ     | ジョン・イスナー             | 3-6, 7-6(8-6), 6-2           |
| アトランタ         | 2010 | マーディ・フィッシュ     | ジョン・イスナー             | 4-6, 6-4, 7-6(7-4)           |
| インディアナポリス | 2009 | ロビー・ジネプリ         | サム・クエリー               | 6-2, 6-4                     |
| インディアナポリス | 2008 | ジル・シモン             | ドミトリー・トゥルスノフ     | 6-4, 6-4                     |
| インディアナポリス | 2007 | ドミトリー・トゥルスノフ | フランク・ダンチェビッチ     | 6-4, 7-5                     |
| インディアナポリス | 2006 | ジェームズ・ブレーク     | アンディ・ロディック         | 4-6, 6-4, 7-6(7-5)           |
| インディアナポリス | 2005 | ロビー・ジネプリ         | テーラー・デント             | 4-6, 6-0, 3-0 途中棄権       |
| インディアナポリス | 2004 | アンディ・ロディック     | ニコラス・キーファー         | 6-2, 6-3                     |
| インディアナポリス | 2003 | アンディ・ロディック     | パラドーン・スリチャパン     | 7-6(7-2), 6-4                |
| インディアナポリス | 2002 | グレグ・ルーゼドスキー   | フェリックス・マンティーリャ | 6-7, 6-4, 6-4                |
| インディアナポリス | 2001 | パトリック・ラフター     | グスタボ・クエルテン         | 4-2 途中棄権                 |
| インディアナポリス | 2000 | グスタボ・クエルテン     | マラト・サフィン             | 3-6, 7-6(7-2), 7-6(7-2)      |
| インディアナポリス | 1999 | ニコラス・ラペンティ     | ビンセント・スペイディア     | 4-6, 6-4, 6-4                |
| インディアナポリス | 1998 | アレックス・コレチャ     | アンドレ・アガシ             | 2-6, 6-2, 6-3                |
| インディアナポリス | 1997 | ヨナス・ビョルクマン     | カルロス・モヤ               | 6-3, 7-6                     |
| インディアナポリス | 1996 | ピート・サンプラス       | ゴラン・イワニセビッチ       | 7-6, 7-5                     |
| インディアナポリス | 1995 | トーマス・エンクビスト   | ベルント・カールバッハ       | 6-4, 6-3                     |
| インディアナポリス | 1994 | ウェイン・フェレイラ     | オリビエ・ドレートル         | 6-2, 6-1                     |
| インディアナポリス | 1993 | ジム・クーリエ           | ボリス・ベッカー             | 7-5, 6-3                     |
| インディアナポリス | 1992 | ピート・サンプラス       | ジム・クーリエ               | 6-4, 6-4                     |
| インディアナポリス | 1991 | ピート・サンプラス       | ボリス・ベッカー             | 7-6, 3-6, 6-3                |
| インディアナポリス | 1990 | ボリス・ベッカー         | ピーター・ルンドグレン       | 6-3, 6-4                     |
| インディアナポリス | 1989 | ジョン・マッケンロー     | ジェイ・バーガー             | 6-4, 4-6, 6-4                |
| インディアナポリス | 1988 | ボリス・ベッカー         | ジョン・マッケンロー         | 6-4, 6-2                     |

### ダブルス
| 開催地             | 年   | 優勝者                                                | 準優勝者                                            | 決勝結果                |
| ------------------ | ---- | ----------------------------------------------------- | --------------------------------------------------- | ----------------------- |
| アトランタ         | 2023 | Nathaniel Lammons Jackson Withrow                     | Max Purcell Jordan Thompson                         | 7–6(7–3), 7–6(7–4)      |
| アトランタ         | 2022 | Thanasi Kokkinakis ニック・キリオス                   | Jason Kubler John Peers                             | 7–6(7–4), 7–5           |
| アトランタ         | 2021 | Reilly Opelka ヤニック・シナー                        | Steve Johnson Jordan Thompson                       | 6–4, 6–7(6–8), [10–3]   |
| アトランタ         | 2019 | ドミニク・イングロット オースティン・クライチェク     | ボブ・ブライアン マイク・ブライアン                 | 6-4, 6-7(5-7), [11-9]   |
| アトランタ         | 2018 | ニコラス・モンロー ジョン・パトリック・スミス         | ライアン・ハリソン ラジーブ・ラム                   | 3-6, 7-6(7-5), [10-8]   |
| アトランタ         | 2017 | ボブ・ブライアン マイク・ブライアン                   | ウェスリー・クールホフ アーテム・シッタク           | 6-3, 6-4                |
| アトランタ         | 2016 | アンドレ・モルテーニ オラシオ・セバジョス             | ヨハン・ブルンストロム アンドレアス・シーエストロム | 7-6(7-2), 6-4           |
| アトランタ         | 2015 | ボブ・ブライアン マイク・ブライアン                   | コリン・フレミング ジレ・ミュラー                   | 7-6(7-2), 6-4           |
| アトランタ         | 2014 | バセク・ポシュピシル ジャック・ソック                 | スティーブ・ジョンソン サム・クエリー               | 6-3, 5-7, [10-5]        |
| アトランタ         | 2013 | エドゥアール・ロジェ＝バセラン イゴール・セイスリング | コリン・フレミング ジョナサン・マレー               | 7-6(8-6), 6-3           |
| アトランタ         | 2012 | マシュー・エブデン ライアン・ハリソン                 | グザビエ・マリス マイケル・ラッセル                 | 3-6, 6-3, [10-6]        |
| アトランタ         | 2011 | アレックス・ボゴモロフ・ジュニア マシュー・エブデン   | マティアス・バッキンガー フランク・モーサー         | 3-6, 7-5, [10-8]        |
| アトランタ         | 2010 | スコット・リプスキー ラジーブ・ラム                   | ロハン・ボパンナ クリストフ・ブリーゲン             | 6-3, 6-7(4-7), [12-10]  |
| インディアナポリス | 2009 | エルネスツ・ガルビス ドミトリー・トゥルスノフ         | アシュリー・フィッシャー ジョーダン・カー           | 6-4, 3-6, [11-9]        |
| インディアナポリス | 2008 | アシュリー・フィッシャー トリップ・フィリップス       | スコット・リプスキー デビッド・マーティン           | 3-6, 6-3, [10-5]        |
| インディアナポリス | 2007 | フアン・マルティン・デル・ポトロ トラビス・パロット   | ティムラズ・ガバシュビリ イボ・カロビッチ           | 3-6, 6-2, [10-6]        |
| インディアナポリス | 2006 | ボビー・レイノルズ アンディ・ロディック               | ポール・ゴールドステイン ジム・トーマス             | 6-4, 6-4                |
| インディアナポリス | 2005 | ポール・ハンリー グレイドン・オリバー                 | シーモン・アスペリン トッド・ペリー                 | 6-2, 3-1 途中棄権       |
| インディアナポリス | 2004 | ジョーダン・カー ジム・トーマス                       | ウェイン・ブラック ケビン・ウリエット               | 6-7(5-7), 7-6(7-3), 6-3 |
| インディアナポリス | 2003 | マリオ・アンチッチ アンディ・ラム                     | ディエゴ・アヤラ ロビー・ジネプリ                   | 2-6, 7-6(7-3), 7-5      |
| インディアナポリス | 2002 | マーク・ノールズ ダニエル・ネスター                   | マヘシュ・ブパシ マックス・ミルヌイ                 | 7-6(7-4), 6-7(5-7), 6-4 |
| インディアナポリス | 2001 | マーク・ノールズ ブライアン・マクフィー               | マヘシュ・ブパシ セバスチャン・ラルー               | 7-6(7-5), 5-7, 6-4      |
| インディアナポリス | 2000 | レイトン・ヒューイット サンドン・ストール             | ヨナス・ビョルクマン マックス・ミルヌイ             | 6-2, 3-6, 6-3           |
| インディアナポリス | 1999 | ポール・ハーフース ジャレッド・パーマー               | オリビエ・ドレートル リーンダー・パエス             | 6-3, 6-4                |
| インディアナポリス | 1998 | イジー・ノバク ダヴィッド・リクル                     | マーク・ノールズ ダニエル・ネスター                 | 6-2, 7-6                |
| インディアナポリス | 1997 | マイケル・テビット ミカエル・ティルストロム           | ヨナス・ビョルクマン ニクラス・クルティ             | 6-3, 6-2                |
| インディアナポリス | 1996 | ジム・グラブ リッチー・レネバー                       | ペトル・コルダ シリル・スーク                       | 7-6, 4-6, 6-4           |
| インディアナポリス | 1995 | マーク・ノールズ ダニエル・ネスター                   | スコット・デービス トッド・マーティン               | 6-4, 6-4                |
| インディアナポリス | 1994 | トッド・ウッドブリッジ マーク・ウッドフォード         | ジム・グラブ リッチー・レネバーグ                   | 6-3, 6-4                |
| インディアナポリス | 1993 | スコット・デービス トッド・マーティン                 | ケン・フラック リック・リーチ                       | 6-4, 6-4                |
| インディアナポリス | 1992 | ジム・グラブ リッチー・レネバーグ                     | グラント・コネル グレン・ミチバタ                   | 7-6, 6-2                |
| インディアナポリス | 1991 | ケン・フラック ロバート・セグソ                       | ケント・キネアー スベン・サルマー                   | 7-6, 6-4                |
| インディアナポリス | 1990 | スコット・デービス デビッド・ペイト                   | グラント・コネル グレン・ミチバタ                   | 7-6, 7-6                |
| インディアナポリス | 1989 | ピーター・アルドリッチ ダニー・ヴィッサー             | ピーター・ドゥーハン ローリー・ウォーダー           | 7-6, 7-6                |
| インディアナポリス | 1988 | リック・リーチ ジム・ピュー                           | ケン・フラック ロバート・セグソ                     | 6-4, 6-3                |